# Klopce, Dol pri Ljubljani
Klopce este o localitate din comuna Dol pri Ljubljani, Slovenia, cu o populație de 63 de locuitori.